# Сайед Джафар Ахмед
Сайед Джафар Ахмед (род. 4 марта 1991) — бахрейнский футболист, полузащитник клуба «Аш-Шабаб» (Манама). Игрок национальной сборной Бахрейна.

## Клубная карьера
Во взрослом футболе дебютировал в 2011 году выступлениями за команду клуба «Аль-Шабаб», в котором провел три сезона.
В состав клуба «Риффа» перешёл в 2014 году.

## Карьера за сборную
В 2012 году дебютировал в официальных матчах за национальной сборной Бахрейна.
В составе сборной был участником Кубка Азии по футболу 2015 года в Австралии. На этом турнире забил победный гол в последней игре Бахрейна на турнире против сборной Катара (2:1), который принес его команде единственную победу в соревновании, которой, впрочем, было недостаточно чтобы преодолеть групповой этап.
В настоящее время Ахмед провел за сборную 24 матча и забил 1 гол.